# Lars Lindberg (programledare)
Lars Mikael Lindberg, född 1 maj 1986 i Skellefteå, är en svensk programledare, journalist och sportkommentator. Lindberg har kommenterat SHL-ishockey sedan 2012 och sedan 2018 är han huvudprogramledare för HockeyAllsvenskan. Han har kommenterat innebandy på TV4-Sport och ishockey på C More. 
Han har bland annat kommenterat tre VM-finaler och fyra SM-finaler i innebandy.  Sedan 2018 är han programledare för hockeyallsvenskan på C More och sportnyheterna på Nyhetsmorgon (TV4) sedan sommaren 2019. Sedan hösten 2022 har Lars lett TV4:s sändningar av NFL samt Superbowl. 
2023 nominerades Lindberg till Guldskölden som årets programledare 2023. 